# Île aux Vaches Marines
Île aux Vaches Marines (ang. Vache Island) – jedna z wielu wysp położonych przy zachodnim wybrzeżu wyspy Mahé, w dystrykcie Grand' Anse na Seszelach, leży ok. 700 m od jej brzegu. Ta granitowa wysepka, nieznacznie pokryta roślinnością, jest popularnym miejscem lęgowym ptaków morskich. 